# Bazylika św. Katarzyny Aleksandryjskiej w Grybowie
Bazylika Mniejsza św. Katarzyny Aleksandryjskiej w Grybowie – neogotycki kościół parafialny w Grybowie, w powiecie nowosądeckim, wybudowany w latach 1908–1918. Jego patronką jest św. Katarzyna Aleksandryjska z Egiptu. W głównym ołtarzu rzeźba Chrystusa na Krzyżu na tle płasko rzeźbionej panoramy Jerozolimy z połowy XVII wieku. Ponadto otoczony kultem obraz Matki Boskiej Przedziwnej z 1700 roku, drewniana rzeźba Madonny z Dzieciątkiem zwanej Madonną Grybowską (obecnie przechowywana w Muzeum Erazma Ciołka w Krakowie). Wieża kościelna ma 70 metrów wysokości.

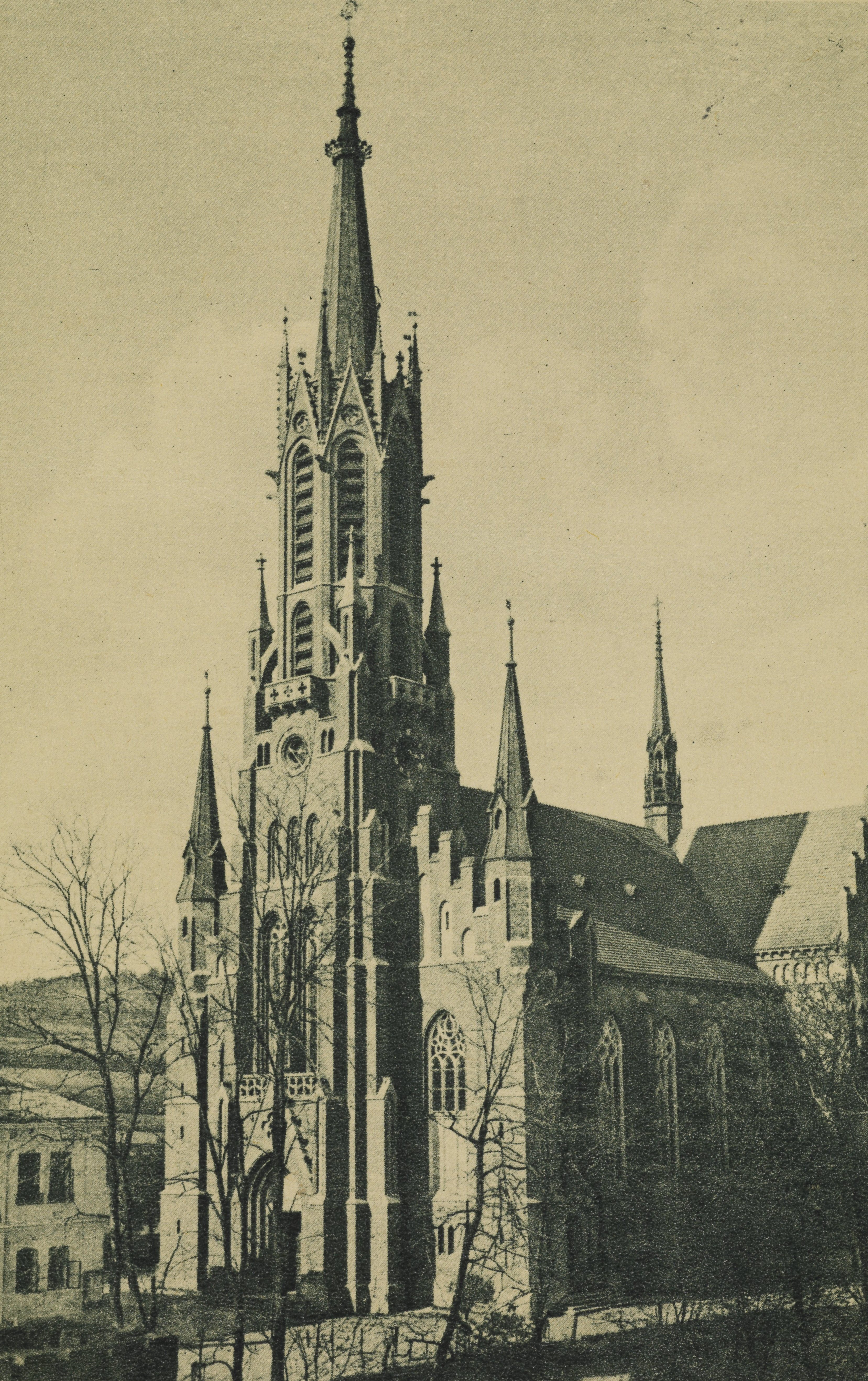
Widok kościoła przed 1931

## Historia

### Stary kościół
Pierwszy kościół pod wezwaniem św. Katarzyny Aleksandryjskiej ufundował Kazimierz Wielki, o czym informuje dokument lokacyjny miasta z 15 maja 1340 roku. Był to kościół gotycki, orientowany, jednonawowy, trójprzęsłowy z prezbiterium zamkniętym trójbocznie i wysoką wieżą przylegającą do nawy od zachodu, zbudowany z kamienia rzecznego i cegły. Świątynia nakryta była sklepieniem krzyżowo-żebrowym, doświetlana przez wąskie ostrołukowe okna, wewnątrz znajdowały się gotyckie ołtarze i malowidła. Król miał szczególne nabożeństwo do tej świętej patronki średniowiecznych uniwersytetów. W opisie wizytacji z 1607 roku czytamy:kościół parafialny murowany robił wrażenie starego i zabytkowego, było pięć ołtarzy: wielki ołtarz z kamienia ciosanego, poświęcony św. Katarzynie i św. Mikołajowi, zawiera tryptyk potrójnie rozkładany. Pierwszy układ wewnętrzny, zamykany, obejmuje obrazy Wniebowzięcia Matki Bożej, św. Katarzyny, św. Mikołaja. Całość malowana i rzeźbiona, gdy zamkniemy boczne skrzydła tryptyku pojawi się układ przedstawiający historię życia wymienionych wyżej świętych. Na skrzydłach bocznych, ruchomych mieszczą się z jednej strony obrazy św. Jadwigi, Elżbiety, Barbary i Małgorzaty. Trzeci układ tryptyku wielkiego ołtarza przeznaczony na okres wielkiego postu, wyobraża Zwiastowanie, Narodzenie i Mękę Pańską. W drugim ołtarzu po lewej stronie obraz Matki Boskiej, w trzecim Przemienienia Pańskiego, w czwartym Męki Pańskiej, a w piątym św. Stanisława. Potwierdzenie istnienia pięciu ołtarzy przynosi kolejna wizytacja z 1618 roku. W Grybowie w tym czasie były - oprócz kościoła parafialnego - trzy inne kościoły: św. Bernardyna, św. Anny i św. Krzyża.
W 1662 roku miał miejsce pożar, w którym kościół parafialny uległ dużemu zniszczeniu. Z pierwotnego wyposażenia do czasów współczesnych przetrwała jedynie figura Matki Boskiej z Dzieciątkiem. Nabożeństwa odbywały się w kościółku św. Bernardyna. Ludność grybowska pomagała w odbudowie kościoła, przekazując na ten cel kwoty pieniężne. Nowo wybudowany kościół został 10 maja 1705 roku uroczyście poświęcony przez biskupa sufragana krakowskiego Kazimierza Łubieńskiego. Od tego czasu patrocinium kościoła poszerzono o patronat św. Mikołaja. Wydaje się, że drugi człon rozszerzonego patrocinium nie musiał być dodany w XVIII w., bowiem wcześniejsze wizytacje informują, że w ołtarzu głównym obraz św. Mikołaja znajdował się obok obrazu św. Katarzyny, co sugeruje, że patrocinium to mogło być również pierwotnym patrocinium kościoła grybowskiego.
Wizytacja z 1728 roku wspomina o bogatym skarbcu kościoła grybowskiego, m.in. o ozdobach ołtarza maryjnego, wskazujących pośrednio na szczególny kult obrazu Matki Bożej Różańcowej. Wizytator odnotował: Matka Boska różańcowa miała dwie sukienki srebrne, korony, dużą ilość wotów... Ponadto wśród ornatów, kap, obrusów, pasji, chorągwi na wyposażeniu znajdowały się jeszcze złotem haftowane zasłony przeznaczone zapewne do obrazu Matki Bożej.
Następna wizytacja z 1766 roku przeprowadzona z polecenia biskupa Kajetana Sołtyka zauważa, że kościół nadal posiada pięć ołtarzy – w głównym znajduje się wizerunek Jezusa Ukrzyżowanego oraz obrazy św. Katarzyny i św. Mikołaja umieszczone na zasuwie. Pozostałe ołtarze poświęcone były Matce Boskiej Różańcowej, Przemienieniu Pańskiemu, św. Barbarze i św. Józefowi. Dodatkowo wizytator wymienia również obrazy św. Jadwigi, Elżbiety, Agnieszki, Doroty, Floriana i Stanisława. Odnotował również trzy inne kościoły pod wezwaniem: św. Bernardyna, św. Anny i św. Krzyża, polecając by je jako mocno zniszczone odbudowano.

### Nowy kościół
Kościół parafialny pod wezwaniem św. Katarzyny i św. Mikołaja przetrwał do końca XIX w. Wówczas to okazał się niewystarczający, a kamień rzeczny z którego był zbudowany powodował jego zawilgocenie. Wiosną 1908 roku rozpoczęto na jego miejscu budowę nowego kościoła, na czas której funkcję kościoła parafialnego przejął kościół pw. św. Bernardyna. 
W 1909 roku położono fundamenty, w roku następnym poświęcono kamień węgielny. Prace budowlane prowadził Roman Olszewski, realizując projekt warszawskiego architekta Józefa Piusa Dziekońskiego. Później prace przy kościele prowadził oraz wystrój kościoła przygotował ówczesny Prorektor Politechniki Warszawskiej, Zdzisław Mączeński.
Kościół wystawiono w stylu neogotyckim z cegły z użyciem kamienia. 25 listopada 1913 roku biskup tarnowski Ignacy Maciejowski dokonał tymczasowej konsekracji nie dokończonego jeszcze budynku. Wybuch I wojny światowej przeszkodził dalszej budowie. Dopiero w listopadzie 1918 roku wykończono szczyt wieży i pokryto kościół miedzianą blachą. Do wystroju wnętrza przyczynili się ofiarami parafianie. Na wieży zamocowano krzyż, a w hełmie wieży zamurowano pergamin tej treści: W rocznicę zwycięstwa pod Chocimiem utwierdzamy krzyż na wieży tej świątyni, by strzelając w niebo, głosił potomkom o wierze przodków, której jest symbolem. Niech stoi tu wielki, niech się opiera burzom i wichrom, niech stoi niezachwiany, oglądając zawieruchy i przewroty we wszechświecie. Ważnym momentem dla miasta był dzień 18 czerwca 1921 roku, kiedy podczas wizytacji biskup tarnowski Leon Wałęga dokonał konsekracji kościoła, nadając mu pierwotny tytuł: św. Katarzyny Aleksandryjskiej, panny i męczennicy. Do wystroju wnętrza przyczynili się ofiarami parafianie. W 1931 roku na wieży kościoła zainstalowano zegar trzystronny z mechanizmem z fabryki Pierwszej Krajowej Fabryki Zegarów Wieżowych Michała Mięsowicza z Krosna.
Nowo wybudowany kościół podczas II wojny światowej został poważnie uszkodzony, po wojnie prace remontowe trwały do 1947 roku.

## Architektura i opis
Neogotycki kościół parafialny jest trzynawowy, halowy z transeptem i prezbiterium zamkniętym wielobocznie. Po bokach znajdują się przybudówki, mieszczące od południa zakrystię i przedsionek, od północy kaplicę, od frontu kwadratową wysoką wieżę wtopioną w korpus. Nawy rozdzielone są masywnymi kolumnami o uproszczonych kapitelach, na których umieszczone są późnorokokowe drewniane rzeźby dwunastu apostołów z atrybutami. W oknach prezbiterium znajduje się pięć witraży figuralnych z przedstawieniami św. Katarzyny i świętych polskich. Dwanaście rokokowych obrazów z 2. połowy XVIII w. przedstawia Kolegium apostołów. Po lewej stronie kościoła na ścianie prezbiterium znajduje się pięć figur barokowych z XVIII w. tworzących kompozycję Przemienienia Pańskiego.
Kościół zbudowany jest w stylu neogotyckim. Orientowany, założony na planie krzyża łacińskiego, halowy, trójnawowy i pięcioprzęsłowy, z transeptem oraz prezbiterium zamkniętym wielobocznie. Od zachodu przylega kwadratowa, wysoka wieża wtopiona w korpus, mieszcząca kruchtę w przyziemiu i chór muzyczny na piętrze. W części wschodniej budowli, po bokach znajdują się zakrystia i przedsionek (od południa) oraz kaplica Zwiastowania (od północy). W nawie głównej znajdują się kolumny, na których umieszczone są późnorokokowe drewniane rzeźby dwunastu apostołów z atrybutami. W prezbiterium znajduje się Kolegium Apostołów, przedstawionych na dwunastu rokokowych obrazach z 2 połowy XVIII w. Na północnej ścianie prezbiterium znajduje się scena Przemienienia Pańskiego utworzona przez pięć figur barokowych z XVIII wieku. W oknach prezbiterium pięć witraży figuralnych z przedstawieniami św. Katarzyny i świętych polskich. Wolnostojący, kamienny ołtarz główny przedstawia Chrystusa na krzyżu na tle płaskorzeźbionej panoramy Jerozolimy.

## Wnętrze i wyposażenie
Wewnątrz znajduje się pięć ołtarzy. W nawie północnej ołtarz z obrazem Matki Bożej Przedziwnej, oraz obrazy: św. Antoniego, św. Franciszka, św. Maksymiliana. W nawie południowej ołtarz wieczystej adoracji z 1970 roku, z wizerunkiem Serca Jezusowego, namalowany na desce lipowej, oraz obrazy św. Józefa, św. Bernardyna, Matki Bożej Nieustającej Pomocy. Ponadto na ścianach świątyni umieszczone są m.in. obrazy: Ostatniej Wieczerzy, św. Franciszka, św. Stanisława Kostki i św. Mikołaja, św. Katarzyny oraz Jezusa Miłosiernego. Wewnątrz świątyni znajdują się stacje Drogi Krzyżowej z 2 poł. XIX wieku.

### Ołtarze
Ołtarz główny: wolnostojący, kamienny, przedstawia Chrystusa na krzyżu na tle płaskorzeźby panoramy Jerozolimy.
Ołtarze boczne:
- ołtarz Matki Bożej Przedziwnej;
- ołtarz Serca Jezusowego (Wieczystej Adoracji);
- ołtarz Zwiastowania z dwoma scenami - z prawej Pokłonu Trzech Króli, z lewej 12-letniego Jezusa nauczającego w świątyni;
- ołtarz Matki Bolesnej z „Furtki”.

### Witraże
Do wnętrza bazyliki światło pada przez liczne barwne witraże, wśród których są m.in. witraż św. Katarzyny, Chrystusa Króla, Matki Bożej Ostrobramskiej, Matki Bożej Częstochowskiej.

### Organy
Poprzednio w kościele znajdowały się 21-głosowe organy, które wybudowała firma Włodzimierza Truszczyńskiego w 1980 roku. Okazały się jednak za małe w stosunku do wielkości kościoła. Po przeprowadzonych remontach kościoła w latach 2006–2012 zadecydowano o budowie nowego, większego instrumentu. Na początku 2015 roku zdemontowano stary instrument, który po przeprowadzonym remoncie miał trafić do kościoła św. Michała Archanioła w Ropie. Nowe organy wybudowała firma Dariusz Zych w 2015 roku. 16 sierpnia tego roku zostały poświęcone przez bp. Andrzeja Jeża.
| Manuał I           | Manuał II           | Manuał III             | Pedał               |
| ------------------ | ------------------- | ---------------------- | ------------------- |
| 1. Pryncypał 16'   | 1. Pryncypał 8'     | 1. Flet Kryty 16'      | 1. Pryncypał 16'    |
| 2. Pryncypał 8'    | 2. Salicional 8'    | 2. Montre 8'           | 2. Subbas 16'       |
| 3. Flet harm. 8'   | 3. Gedackt 8'       | 3. Doppelflet 8'       | 3. Quintbas 10 2/3' |
| 4. Gamba 8'        | 4. Quintade 8'      | 4. Gamba 8'            | 4. Oktawbas 8'      |
| 5. Gedackt 8'      | 5. Prestant 4'      | 5. Voix celeste 8'     | 5. Fletbas 8'       |
| 6. Octave 4'       | 6. Rohrflet 4'      | 6. Flute trav. 4'      | 6. Chorałbas 4'     |
| 7. Flet Otwarty 4' | 7. Sesuialtera 2x   | 7. Viola 4'            | 7. Puzon 16'        |
| 8. Superoktave 2'  | 8. Octave 2'        | 8. Nasard 2 2/3'       |                     |
| 9. Mixtur IV 2′    | 9. Scharf 4x 1 1/3' | 9. Quarte de Nasard 2' |                     |
| 10. Cornet V       | 10. Cromorne 8′     | 10. Tierce 1 3/5'      |                     |
| 11. Trompet 8'     |                     | 11. Fourniture IV 2′   |                     |
|                    |                     | 12. Trompete harm. 8'  |                     |
|                    |                     | 13. Hautbois 8'        |                     |
|                    |                     | 14. Clairon harm. 4'   |                     |

### Dzwony
Na wieży kościoła św. Katarzyny umieszczono dzwony, które zostały przeniesione ze starego kościoła. W czasie I wojny światowej dzwony te zarekwirowano na potrzeby militarne.
W 1924 roku, w Odlewni Dzwonów Karola Schwabe zakupiono pięć dzwonów o wagach: 2500kg, 1200kg, 581kg, 200kg, 60kg. 25 listopada 1924 roku konsekracji dzwonów dokonał bp Leon Wałęga. Dzwony przetrwały niemal całą II wojnę światową, jednak wieża kościoła oraz dwa dzwony zostały częściowo uszkodzone podczas wyzwalania Grybowa w 1945 roku. Po wojnie, w czasie odbudowy kościoła, wybuchł pożar. Spalił się dach kościoła, a trzeci dzwon popękał. Kościół nie posiadał sprawnych dzwonów z wyjątkiem dwóch małych – na sygnaturce i przy kaplicy Męki Pańskiej.   
W 1966 roku proboszcz ks. Adam Kazimierczyk zdecydował ze starych dzwonów odlać nowe, trzy mniejsze. Nowe dzwony o wadze: 1200 kg, 580 kg, 350 kg wykonała Odlewnia dzwonów Jana Felczyńskiego z Przemyśla. Dzwonom nadano imiona: „Katarzyna”, nazwany od imienia patronki kościoła, „Bernardyn”, nazwany od patrona  poprzedniego kościoła oraz „Karol”, nazwany prawdopodobnie od imienia fundatora bp. Karola Pękali. Dzwony te w 2015 roku zostały zaopatrzone w nowe serca i mechanizmy napędowe. Dzwonią one tonami (od największego): eʼ, fisʼ, gisʼ, hʼ, cis”, e”.   
Później zakupiono dodatkowe trzy dzwony, które 28 stycznia 2018 roku poświęcił bp Leszek Leszkiewicz. Dzwony nazwano: „Matka Boża Przedziwna” (800kg), „Jan Paweł II” (250 kg), „Ryszard” (150 kg).

## Otoczenie
- Na zewnątrz kościoła znajduje się klasycystyczna kaplica Męki Pańskiej, ufundowana przez rodzinę Stadnickich z Białej Niżnej w 1862 roku z przeznaczeniem na mauzoleum grobowe, wewnątrz której umieszczono cztery barokowe rzeźby świętych z XVIII wieku, statuę Matki Bożej Bolesnej oraz posąg Chrystusa Frasobliwego[13].
- W pobliżu kaplicy znajduje się kamienna dzwonnica, zaprojektowana w 1917 roku przez Józefa Olecha z Tarnowa[13].
- Obok kościoła usytuowane są dwie plebanie i wikarówka. Stara plebania, modrzewiowa, wybudowana w 1699 roku, pełni obecnie funkcję Muzeum Parafialnego. Druga plebania, wybudowana w latach 1982–1985, jest zamieszkana przez kapłanów pracujących w parafii. Najnowsza część plebanii została rozbudowana w latach 2008–2009, tworząc z poprzednim budynkiem centrum duszpastersko-zakonne.

## Warto zobaczyć
- Muzeum Parafialne

## Galeria

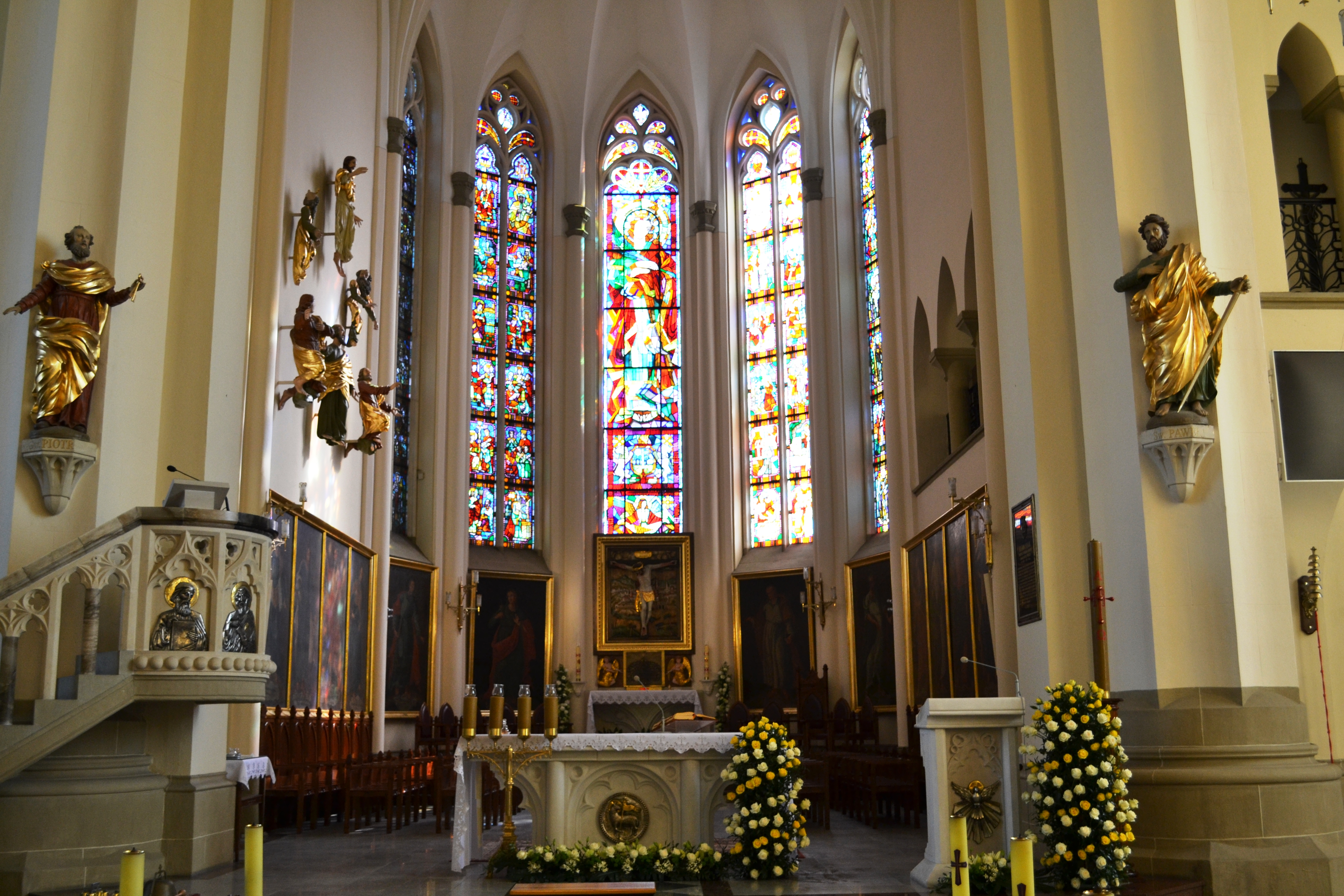
Widok na prezbiterium
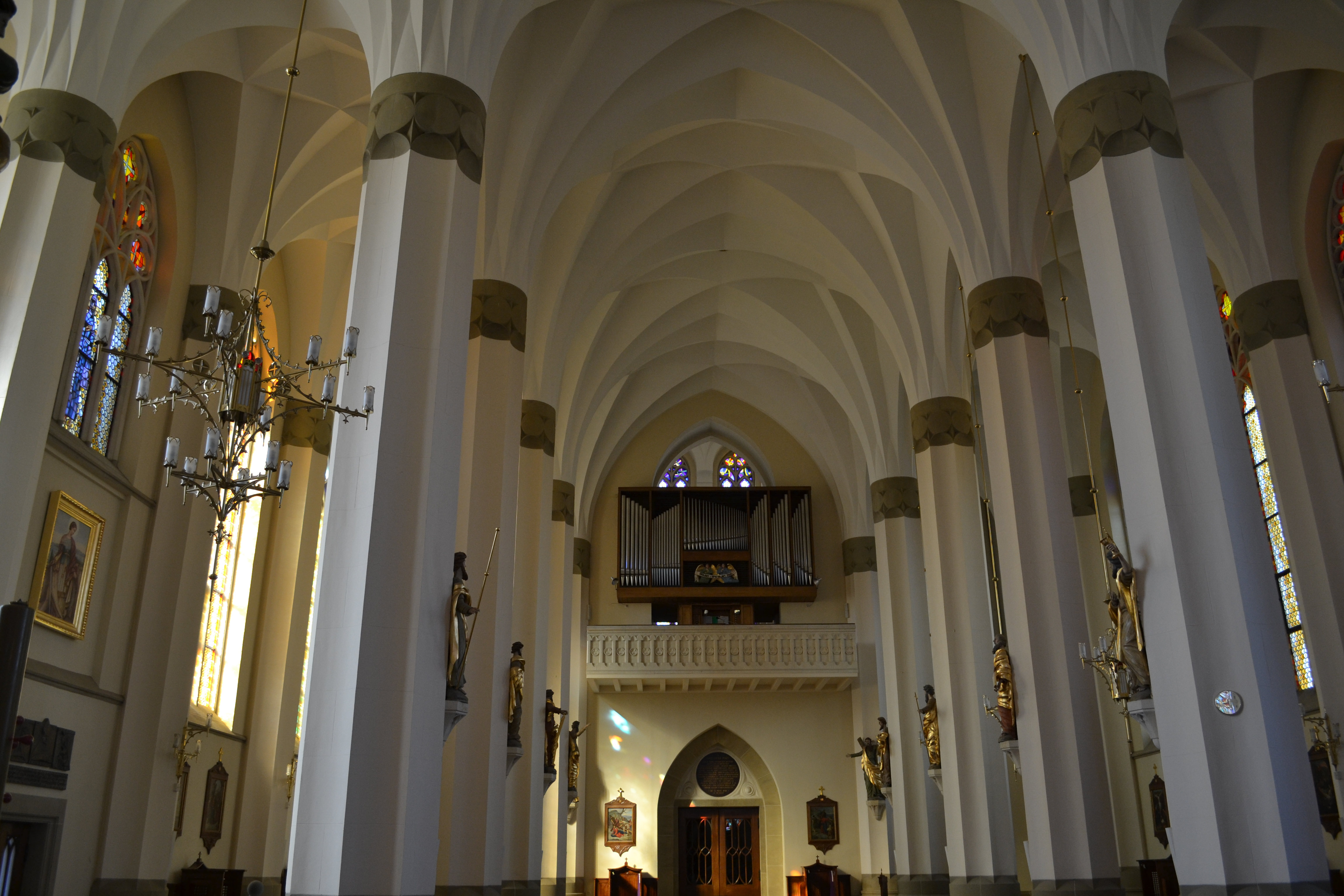
Widok na chór muzyczny
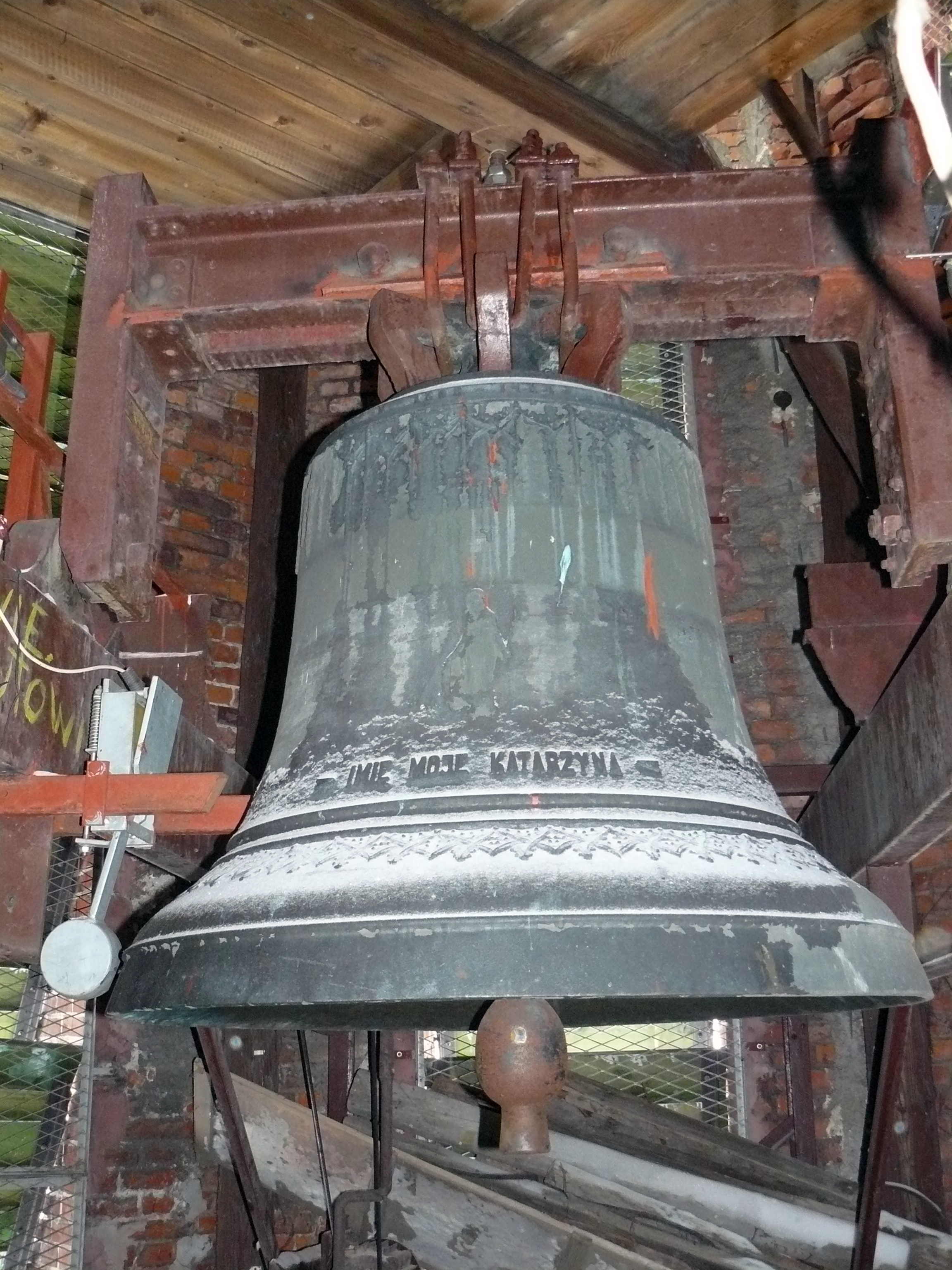
Św.Katarzyna, dzwon nazwany imieniem patronki kościoła w Grybowie
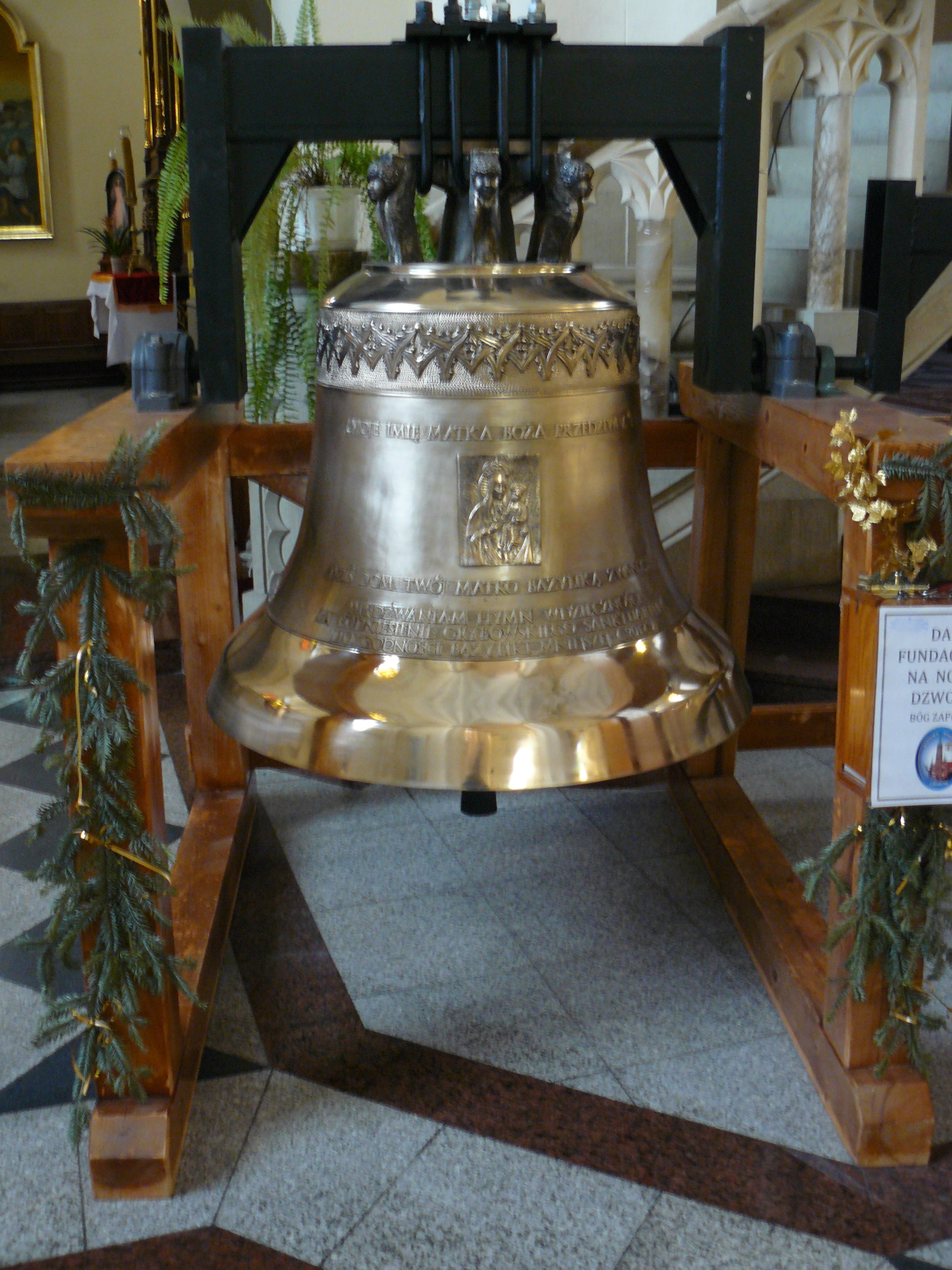
„Matka Boża Przedziwna” nowy dzwon poświęcony w 2018r.